# Werner Deutsch

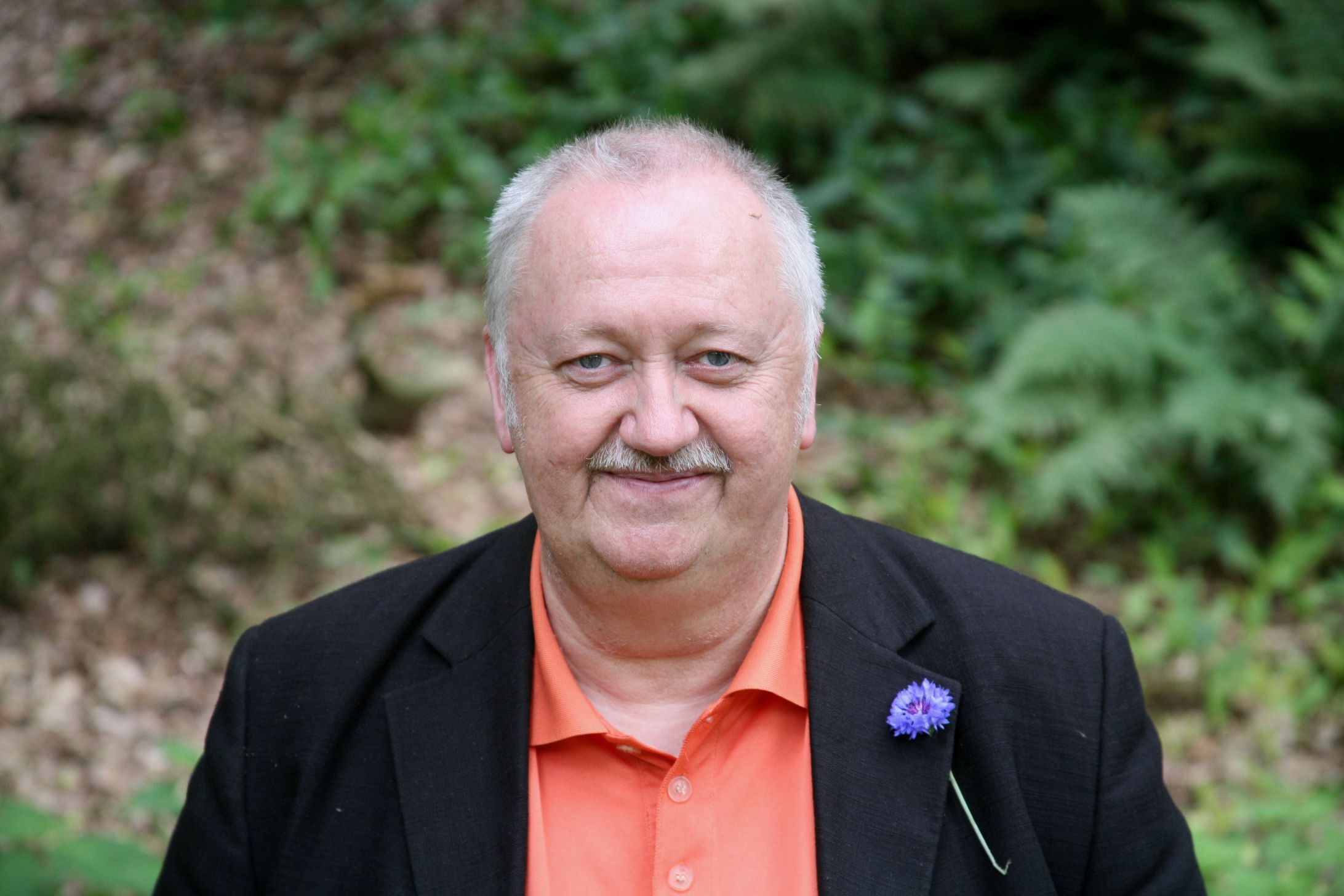
Werner Deutsch (2009)

Werner Deutsch (* 4. August 1947 in Hau; † 12. Oktober 2010 in Meseberg, Gransee) war Professor für Psychologie an der Technischen Universität Braunschweig (Leiter der Abteilung für Entwicklungspsychologie), Psychodramatiker und ausgebildeter Tenor. Seine Forschungsschwerpunkte waren die Entwicklung des Sprechens (Psycholinguistik), Singens und des Zeichnens, die Identitätsentwicklung insbesondere bei Zwillingen, die Geschichte der Psychologie (William und Clara Stern) und Autismus.

## Leben
Werner Deutsch wurde am 4. August 1947 in Hau am Stadtrand von Kleve/Niederrhein geboren. Von 1954 bis 1958 besuchte er die Volksschule Sankt Johannes in seinem Heimatort, um anschließend auf das Gymnasium nach Kleve zu wechseln (1958–1966). Er erlangte das Abitur im altsprachlichen Zweig und begann gleich im Anschluss an seine Schulzeit (1966) ein Studium der Psychologie, Sprachwissenschaften und Philosophie an der Universität Münster i.W. Sein Studium wurde durch den Wehrdienst unterbrochen (Panzergrenadier in Hannover-Bothfeld), den er aufgrund seiner Kriegsdienstverweigerung aber nicht vollständig absolvierte. 1968 nahm er sein Studium an der Universität Marburg/Lahn wieder auf. Der Fokus lag hier auf der Psychologie als akademische Naturwissenschaft. Von Karl Heinz Stäcker unterstützt bekam er während dieser Zeit erste Einblicke in eine Psychologie mit schizophren Erkrankten, drogenabhängigen Jugendlichen und lebenslänglich einsitzenden Mördern.
1972 schloss er sein Studium der Psychologie mit dem Diplom ab und wurde umgehend Forschungsassistent bei Theo Herrmann in Marburg. Von 1972 bis 1976 untersuchte er sprachpsychologisch Kinder, Jugendliche und Erwachsene, hielt erste Vorträge, veröffentlichte verschiedene Schriften (zusammen mit Theo Herrmann) und sammelte Lehrerfahrungen bis zur Promotion (Dr. rer. nat.). Während dieser Zeit schloss er weiterhin seine Psychodrama-Ausbildung am Moreno-Institut in Stuttgart bei Heika Straub ab und ließ sich von Dorothea Brinkmann gesanglich ausbilden.
Von 1976 bis 1977 arbeitete Werner Deutsch als Stipendiat bei Eve und Herbert Clark an der Stanford University und wurde im Bereich der internationalen Psycholinguistik bekannt. In dieser Zeit entdeckte er auch die vergessenen Werke von Clara und William Stern wieder. Von 1977 bis 1987 arbeitete er am Max-Planck-Institut für Psycholinguistik in Nijmegen (Niederlande). Dort war er Mitarbeiter in den Arbeitsgruppen von Willem Levelt und Wolfgang Klein und forschte u. a. am Zentrum für Interdisziplinäre Forschung in Bielefeld und an der Hebrew University in Jerusalem. Zudem übernahm er mehrere Lehraufträge bzw. Gastprofessuren an den Universitäten Nijmegen, Mannheim, Göttingen und Umea in Schweden.
Vom 1. April 1987 bis zu seinem Tode war er Professor für Psychologie an der Technischen Universität Braunschweig (Leiter der Abteilung für Entwicklungspsychologie). Seine Lehraufgaben umfassten die Fächer Entwicklungspsychologie, Differentielle Psychologie, Kognitive Psychologie und die „Psychologie des Sprechens und Handelns“. Werner Deutsch war während der Zeit in Braunschweig einmal Dekan des Fachbereichs und dreimal Mitglied des Senats der Carolo-Wilhelmina zu Braunschweig. Er war für seine Freude am interdisziplinären Austausch in der Braunschweigischen Wissenschaftlichen Gesellschaft, dem Naturwissenschaftlich-Philosophischen und dem Ästhetikkolloquium bekannt und bekleidete das Amt des Vertrauensdozenten der Studienstiftung des Deutschen Volkes und des Bischöflichen Cusanuswerkes mit Stimme im Graduiertenausschuss. Neben seiner wissenschaftlichen Karriere verfolgte er stets auch andere Interessen, trat z. B. als Tenor zusammen mit anderen Musikern öffentlich auf oder betreute Psychodramagruppen.
Über seine wissenschaftliche Arbeit hinaus engagierte er sich in seiner Heimatregion vor allem im Bereich der Kultur. Zusammen mit dem Klever Bildhauer Günter Zins gab er zahlreiche Konzerte, eröffnete Kunstausstellungen und war am Entstehen des Museums Kurhaus Kleve beteiligt. Folgerichtig gibt es einen Werner Deutsch Preis am dortigen Museum der seit 2012 verliehen wird.
Preisträger des Werner Deutsch Preises vom Museum Kurhaus Kleve
- 2011: Johannes Langkamp[1]
- 2014: Damaris Kerkhoff[2]
- 2016: Liza Diekwisch[3]
- 2018: Talisa Lallai[4]
- 2023: Catherina Cramer & Giulietta Ockenfuß

## Positionierung innerhalb der Entwicklungspsychologie
Werner Deutschs Annäherung an psychologische Phänomene hat sich durch sein Interesse an den Werken William Sterns im Laufe der Zeit stark verändert. War er vorher im Rahmen seiner Max-Planck-Forschungen eher darauf aus, generelle Prinzipien der menschlichen Entwicklung anhand möglichst großer Stichproben zu untersuchen, legte sich sein Fokus später auf das Individuum und Sterns Metatheorie des kritischen Personalismus. Durch diesen Fokus entfernte sich Werner Deutsch zunehmend vom sogenannten psychologischen Mainstream. Werner Deutsch war von Sterns Grundsatz überzeugt, der Mensch sei zuallererst unitas multiplex, also die Ganzheit in der Vielfalt, die sich nicht aufspalten und dann aus Einzelteilen wieder zusammensetzen lässt. Aus diesem Grund schätzte er u. a. Entwicklungstagebücher als reichhaltige und verlässliche Datenquelle, da sich hier die einzelnen Facetten des menschlichen Erlebens zu einer Einheit zusammenfügen.

## Schriften (Auswahl)

### Bücher
- mit T. Herrmann (1976). Psychologie der Objektbenennung. Huber, Bern.
- (1976). Sprachliche Redundanz und Objektidentifikation. Marburg: Dissertation.
- (Hrsg.) (1981). The Child’s Construction of Language. Academic Press, London.
- (Hrsg.) (1991). Über die verborgene Aktualität von William Stern. Lang, Frankfurt a. M.
- mit H. Schneider (Hrsg.) (2000) Sexualität – Sexuelle Identität. Mattes, Heidelberg.
- mit M. Wenglorz (Hrsg.) (2001). Zentrale Entwicklungsstörungen. Klett-Cotta, Stuttgart.
- mit G. Rickheit und T. Herrmann (Hrsg.) (2002) Handbuch der Psycholinguistik. de Gruyter, Berlin.

### Aufsätze und Buchartikel
- (1977). Einfluss von Lernart Reaktionsmodus und kognitivem Entwicklungsstand auf den Erwerb sprachlichen Regelverhaltens. Zeitschrift für Experimentelle und Angewandte Psychologie, XXIV (1), 21–34.
- (1978). Der Einfluss der sprachlichen Umgebung auf den Erwerb von Verwandtschaftsnamen. In: U. Dressler & W. Meid (Hrsg.): Proceedings of the XII. International Congress of Linguistics, Innsbrucker Beiträge zur Sprachwissenschaft. (S. 261–263). Institut für Sprachwissenschaft der Universität Innsbruck, Österreich.
- (1979). The conceptual impact of linguistic input. Journal of Child Language, 6. 313–327.
- (1983). How realistic is a unified theory of language acquisition? First Language, 4., 143–145.
- (1984). Language control processes in development. In: H. Bouma & D.G. Bouwhuis: Attention and Performance X. (pp. 395–416). Hillsdale, N.J.: Erlbaum.
- (1984). Besitz und Eigentum im Spiegel der Sprechentwicklung. In: C. Eggers (Hrsg.): Bindungen und Besitzdenken beim Kleinkind. (S. 255–276). München: Urban und Schwarzenberg.
- (1986). Sprechen und Verstehen: Zwei Seiten einer Medaille? In H.-G. Bosshardt (Hrsg.), Perspektiven auf Sprache, Interdisziplinäre Beiträge zum Gedenken an Hans Hörmann. (S. 232–263). Bern: de Gruyter.
- (1989). Vom Ende zum Anfang: Ein Prozessmodell für die Entwicklung referentieller Kommunikation. Zeitschrift für Literatur und Linguistik, 7. 3, 18–32.
- (1992). The changing art of reading. Lezen En Luisteren, 2., 9–17.
- (1992). Hoe oud is het oderzoek naar taalverwerving? In: P. Jordens & A. Wijnands: Fourth NET – Symposium Dept. Of Applied Linguistics / TTW. (S. 1–5). Vrije Universiteit, Amsterdam.
- (1994). Mit dem Zeitgeist gegen den Zeitgeist. Die Anfänge des Forschungsprogramms Objektbenennung. In: H.-J. Kornadt, J. Grabowski, R. Mangold-Allwinn (Hrsg.): Sprache und Kognition. Perspektiven moderner Sprachpsychologie. (S. 15–36). Spektrum, Heidelberg.
- (1996). Sprechen und Sprache in der Entwicklung. In: H. Schneider (Hrsg.): Sprache: Sprachentwicklung – Sprache im Psychotherapeutischen Prozess. (S. 1–14). Mattes, Heidelberg.
- (1997). „I Learn Everything by Myself“. The Role of Dialogue in Language Development. Polish Quarterly of Developmental Psychology, 3. (2), 115–135.
- (2003). Sprachentwicklung von unten: Eine Mosaiktheorie. In: H. Richter, W. Schmitz (Hrsg.): Kommunikation – ein Schlüsselbegriff der Humanwissenschaften. (S. 111–121). Nodus, Münster.
- (2009). Reference to self. A Sternian approach to the first steps in language development. In: W. Mack, G. Reuter: Social roots of consciousness. Psychological and philosophical contributions. (S. 187–203). Akademie-Verlag, Berlin.

### Zu William und Clara Stern
- (1986). Die Tagebücher von Clara und William Stern. In: M. Amelang (Hrsg.): Bericht über den 35. Kongress der DGPs. (Band 1, S. 363). Hogrefe, Göttingen.
- (1994). Nicht nur Frau und Mutter – Clara Sterns Platz in der Geschichte der Psychologie. In: Psychologie und Geschichte, 3/4. S. 171–182.
- (1995). Auf vier Wegen zu William Stern. In: K Pawlik (Hrsg.): Enzyklopädie der Psychologie. Methoden der Differentiellen Psychologie. S. 125–153. Hogrefe, Göttingen.
- (1997). Im Mittelpunkt die Person: Der Psychologe und Philosoph William Stern (1871–1938). In: M. Hassler, J. Wertheimer (Hrsg.): Der Exodus aus Nazideutschland und die Folgen. S. 73–90. Attempto, Tübingen.
- (2000). William Stern. Psychologie der frühen Kindheit bis zum sechsten Lebensjahr (1914). In: H. E. Lück, R. Miller, G. Sewz-Vosshenrich (Hrsg.): Klassiker der Psychologie. S. 116–129. Kohlhammer, Stuttgart.
- (2001). Aus der Kinderstube in die Wissenschaft. Entwicklungspsychologische Tagebuchstudien. In: I. Behnken, J. Zinnecker (Hrsg.): Handbuch Kindheit. S. 340–351. Kallmeyer, Velber.
- mit C. el Mogharbel, (2011). Clara and William Stern’s conception of a developmental science. In: European Journal of Developmental Psychology, 8. (2), 135–156.

### Weitere Texte
- (1991). Der Spiegel und die Identität: Überlegungen und Befunde aus der Sicht der Entwicklungspsychologie. In: J.E. Neuser, R. Kriebel (Hrsg.): Projektion. S. 157–171. Hogrefe, Göttingen.
- (1997). Wie in der Entwicklung des Zeichnens Kreativität wächst, vergeht und – manchmal – wieder neu entsteht. In: O. Kruse (Hrsg.): Kreativität als Ressource für Veränderung und Wachstum. S. 335–348. DGVT, Tübingen.
- (1998). Werde, der du bist! Identität und ontogenetische Entwicklung. In: H. Schneider (Hrsg.): Pubertät und Adoleszenz. S. 65–76. Mattes, Heidelberg und in: B. Rebe (Hrsg.): Humanität – Wandel – Utopie. S. 247–261. Georg Olms, Hildesheim.
- (2000). It’s (im)possible to become a genius! The development of drawing. In: C. van Lieshout, P. Heymans: Developing talent across the life span. S. 185–199. Psychology Press, East Sussex.
- (2000). Die Fichte und der Palmenbaum: Über die Entwicklung des Geschlechts und der Sexualität beim Menschen. In: W. Deutsch, H Schneider (Hrsg.): Sexualität – Sexuelle Identität. S. 19–33. Mattes, Heidelberg.
- (2002). Not anything goes! Inzest und Inzesttabu. In: H. Schneider (Hrsg.): Sexualität – ihre Entwicklung – ihre Endlichkeit – ihre Störungen. Mattes, Heidelberg.
- (2005). Hugo von Hofmannsthal und Richard Strauss: Der Rosenkavalier. In: R. Stauf, C. Berghahn (Hrsg.): Weltliteratur II: Eine Braunschweiger Vorlesung. S. 365–377. Verlag für Regionalgeschichte, Bielefeld.

## Film
- M. Wenglorz, W. Deutsch (1997). Samantha – Die Entwicklung eines Mädchens mit einer autistischen Störung. Göttingen: Institut für den Wissenschaftlichen Film

## Belehe
1. ↑  https://johanneslangkamp.com
2. ↑  https://www.damariskerkhoff.com
3. ↑  https://liza-dieckwisch.de
4. ↑  https://www.talisalallai.de

| Personendaten    | Personendaten                            |
| ---------------- | ---------------------------------------- |
| NAME             | Deutsch, Werner                          |
| KURZBESCHREIBUNG | deutscher Psychologe und Hochschullehrer |
| GEBURTSDATUM     | 4. August 1947                           |
| GEBURTSORT       | Hau, Deutschland                         |
| STERBEDATUM      | 12. Oktober 2010                         |
| STERBEORT        | Meseberg                                 |